# Mânio Acílio Glabrião (cônsul em 67 a.C.)
Mânio Acílio Glabrião (em latim: Manius Acilius Glabrio) foi um político da gente Acília da República Romana eleito cônsul em 67 a.C. com Caio Calpúrnio Pisão. Era filho do tribuno Mânio Acílio Glabrião e neto, por parte de sua mãe, Múcia, do grande jurista Públio Múcio Cévola, cônsul em 133 a.C..

## Carreira
Foi pretor urbano em 70 a.C. e presidiu o julgamento do tribuno Caio Verres.
Três anos depois foi eleito cônsul com Caio Calpúrnio Pisão e, segundo Dião Cássio, durante seu mandato, o tribuno Caio Cornélio propôs uma série de leis dirigidas contra os aparentes abusos da aristocracia, principalmente uma que buscava mitigar os flagrantes casos de suborno nas eleições. Mas como o Senado não poderia, se quisesse manter qualquer aparência de decência, se recusar a ajudar suprimir esta prática corrupta, os senadores determinaram, de forma dissimulada, que a lei de Cornélio era tão severa que nenhum acusador apareceria e nenhum juiz condenaria com base nela. Eles pediram então aos cônsules que propusessem uma lei mais branda (Lex Acilia Calpurnia), que impunha uma multa ao ofensor, além da expulsão do Senado e a perda de quaisquer cargos públicos. 
No ano seguinte, foi nomeado procônsul da Cilícia, à qual foram anexadas as províncias do Ponto e Bitínia em virtude da Lex Gabinia e substituiu Lúcio Licínio Lúculo no comando da Terceira Guerra Mitridática. Glabrião assumiu um exército indisciplinado e encontrou um inimigo que não estava tão perto de ser derrotado como se pensava, motivo pelo se manteve praticamente inativo nas fronteiras da Bitínia. Pouco depois de sua chegada à Ásia Menor, Glabrião realizou uma proclamação liberando os soldados de sua lealdade a Lúculo, o que só fez aumentar a indisciplina. Lúculo entregou-lhe o comando das legiões enquanto Mitrídates assolava a Capadócia e recuperava boa parte dos seus territórios perdidos. Posteriormente, foi substituído por Pompeu por força da Lex Manilia.
Quase nada se sabe de sua vida depois disto, exceto que se declarou a favor da pena de morte no caso da Conspiração de Catilina. Casou-se com uma enteada de Lúcio Cornélio Sula, Emília, filha da quarta esposa dele, Cecília Metélia Dalmática, e de Marco Emílio Escauro. Sula obrigou Glabrião a se separar de sua esposa durante sua ditadura (81-79 a.C.) para que fosse possível casar Emília com Pompeu, que havia caído em suas graças. Emília estava grávida de Glabrião na época, mas tanto ela quanto o filho morreram no parto.
Foi membro do Colégio de Pontífices em 57 a.C..